# Bandera de Togo
La bandera de Togo, dissenyada per Paul Ahy, fou adoptada de forma oficial el 27 d'abril de 1960.
La tela, de proporcions pràcticament àuries (3:5), mostra cinc franges horitzontals iguals, que alternen els colors groc i verd, amb aquest segon als extrems superior i inferior. A l'extrem superior esquerra, vora del màstil, té un rectangle vermell amb una estrella blanca de cinc puntes al seu centre.
La bandera fa servir els colors panafricans, de la mateixa manera que la bandera d'Etiòpia. Tot i això, el seu disseny és força similar al de la bandera de Libèria, que al seu torn fa referència a la bandera dels Estats Units.

## Banderes històriques

Protectorat alemany del Togo (1884-1919)
Protectorat alemany del Togo (proposta)
Togo Francès (1916–1957)
Togo Francès (1957–1958)
Togo (1958–1960)